# Abbaye de Clairfontaine
Ne doit pas être confondu avec Abbaye de Clairefontaine.
L’abbaye de Clairfontaine (ou abbaye Saint-Nicolas de Clairfontaine) de l'ordre de Prémontré, dont les origines sont exposées dans deux chartes de Barthélemy de Jur, évêque de Laon, l'une de 1126, l'autre de 1131 est une ancienne abbaye prémontré située à Clairfontaine (Aisne).

## Histoire
Au début du XIIe siècle, un saint homme, nommé Ailbert d'Antoing, également appelé Albéric ou Albert,  s'était proposé de mener la vie érémitique sous l'habit monacal dans un lieu appelé Clairfontaine (Clarus-Fons). Guy, seigneur de Guise, lui donna une grande partie de la terre qu'il avait choisie pour sa retraite.
Il voulut alors se mettre lui et sa communauté naissante sous la direction d'un personnage célèbre par sa piété, Norbert, qui venait de jeter les fondements de l'abbaye de Prémontré. Norbert déclina cette offre. Mais quand Ailbert mourut, Barthélemy de Jur, à la demande de ses disciples restés à Clairfontaine, détermina, par ses instances, le vénérable Norbert à accepter le gouvernement de la petite communauté, et obtint du comte Henri et de Méchaine (Adeline de Monmorency) (qui devenue veuve de Guy avait épousé Henri) la confirmation de la donation faite jadis par Guy.
Hugues de Fosses, 1er abbé des Prémontrés, aidé de l'évêque de Laon, donna de solides assises à l'abbaye et lui donna en 1131 pour abbé Gérard un des disciples de Norbert.
L'abbaye aura sous sa direction quatre monastères de cisterciennes situés dans le diocèse de Saint-Omer.
L'abbaye sera détruite lors du siège de La Capelle en 1636 et les religieux furent en 1676 transférés à Villers-Cotterêts dans le diocèse de Soissons.
Elle sera supprimée en 1793, il restait 23 religieux. L'abbaye fut démolie mais sa bibliothèque, dont 116 manuscrits anciens, fut transportée à la bibliothèque de Saint-Omer.

## Abbés
- 1131 : Gérard

...
- 1218 : Jean[4].